# Swansea
Swansea (velški: Abertawe - "usta rijeke Tawe) - grad u Walesu i u Ujedinjenom Kraljevstvu. 
Swansea je drugi po veličini grad u Walesu poslije glavnog grada Cardiffa. Nalazi se na rijeci Tawe, istočno od poluotoka Gowera. Područje grada bilo je naseljeno u davna vremena. Područje su pohodili i Rimljani i Vikinzi. Ovdje je vjerojatno bila vikinška trgovačka postaja. Svoj najveći rast, Swansea je dosegnula u industrijskoj revoluciji, kada je bio poznata po industriji bakra te drugim vrstama teške industrije.
Većina zgrada u centru su moderne, jer je grad bombardiran nekoliko puta tijekom Drugog svjetskog rata. Izvan grada postoje lijepe plaže i lijepi primorski krajolici. Swansea je stekla status grada tek 1969., kada obilježila titula engleskog princa Charlesa kao princa od Walesa. 
Nogometni klub Swansea City A.F.C. trenutno nastupa u engleskom Championshipu.